# Gurzelen
Gurzelen – gmina (niem. Einwohnergemeinde) w Szwajcarii, w kantonie Berno, w regionie administracyjnym Oberland, w okręgu Thun.

## Demografia
W Gurzelen mieszkają 884 osoby. W 2020 roku 2,8% populacji gminy stanowiły osoby urodzone poza Szwajcarią.

## Osoby urodzone w Gurzelen
- Ferdinand Hodler, malarz

## Transport
Przez teren gminy przebiega droga główna nr 231.